# Edward Montagu (político)
Edward George Henry Montagu (13 de julio de 1839 - 26 de junio de 1916) fue un noble, militar, escritor y político conservador británico, vizconde de Hinchingbrooke hasta 1884 y VIII conde de Sandwich.

## Biografía
Fue hijo del VII conde de Sandwich John William Montagu y de Mary Paget. El mariscal de campo Henry Paget, I marqués de Anglesey, fue su abuelo materno. Durante 27 años sirvió como oficial en el ejército británico, donde alcanzó el grado de coronel.
En su carrera política fue parlamentario de la Cámara de los Comunes del Reino Unido por la circunscripción de Huntingdon desde 1876 hasta 1884, cuando sucedió a su padre en su escaño de la Cámara de los Lores. 
A partir de 1891 fue también Lord Teniente de Huntingdonshire.
Fue nombrado Caballero de Gracia de la Venerable Orden de San Juan de Jerusalén en diciembre de 1901.
Lord Sandwich murió soltero en junio de 1916, a los 76 años de edad, y fue sucedido en el condado por su sobrino George Charles Montagu.

## Obras
Dejó escritas varias obras de contenido autobiográfico:
- Diary in Ceylon & India, 1878-9. (1879);
- Hinchingbrooke (1910);
- My Experiences in Spiritual Healing (1915);
- Memoirs (1919);
- Memoirs of Edward, Earl of Sandwich, 1839-1916 (1919, en coautoría con Beatrice Erskine).